# أركلون

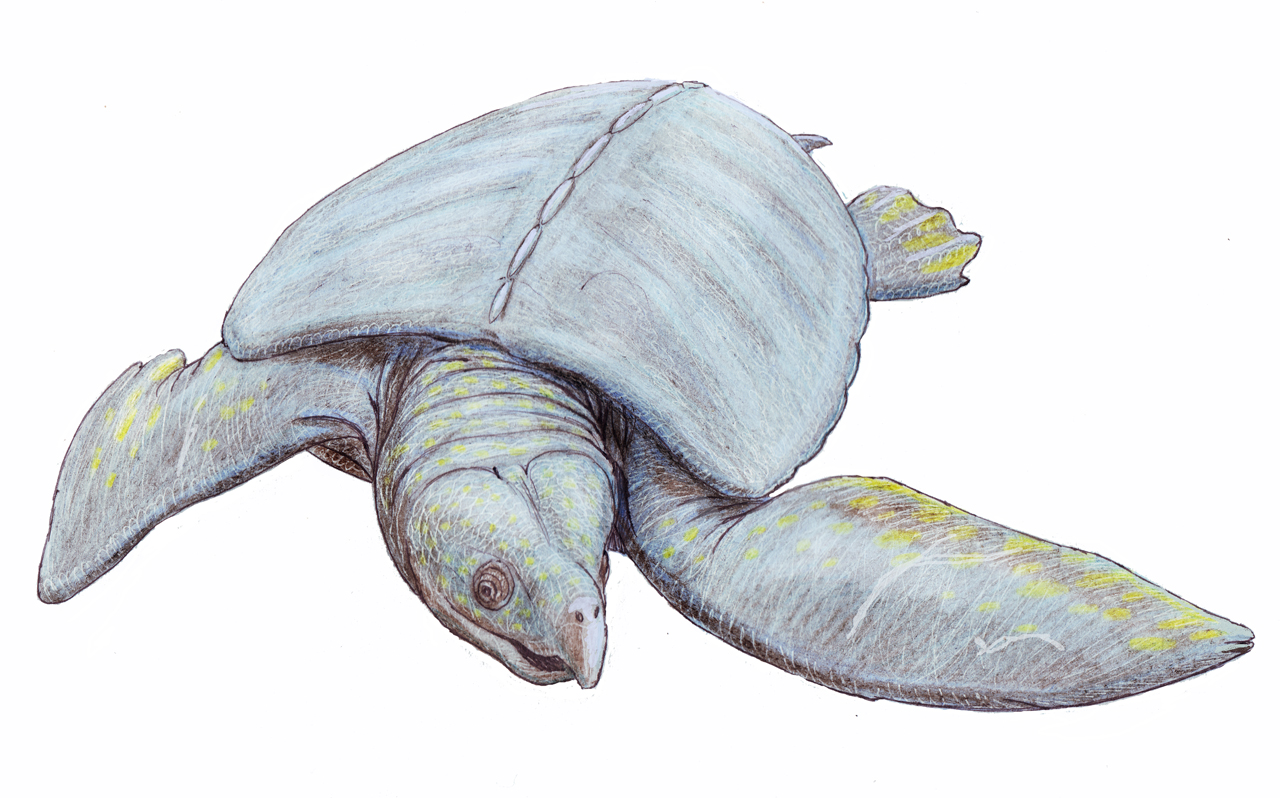
إعادة إنشاء

الأركلون (باليونانية αρχελών، وتعني سلحفاة حاكمة) هو جنس من السلاحف البحرية المنقرضة هو الأكبر الذي تم توثيقه على الإطلاق، وهي ثاني أكبر السلاحف الموثقة بعد الستوبيندميس.

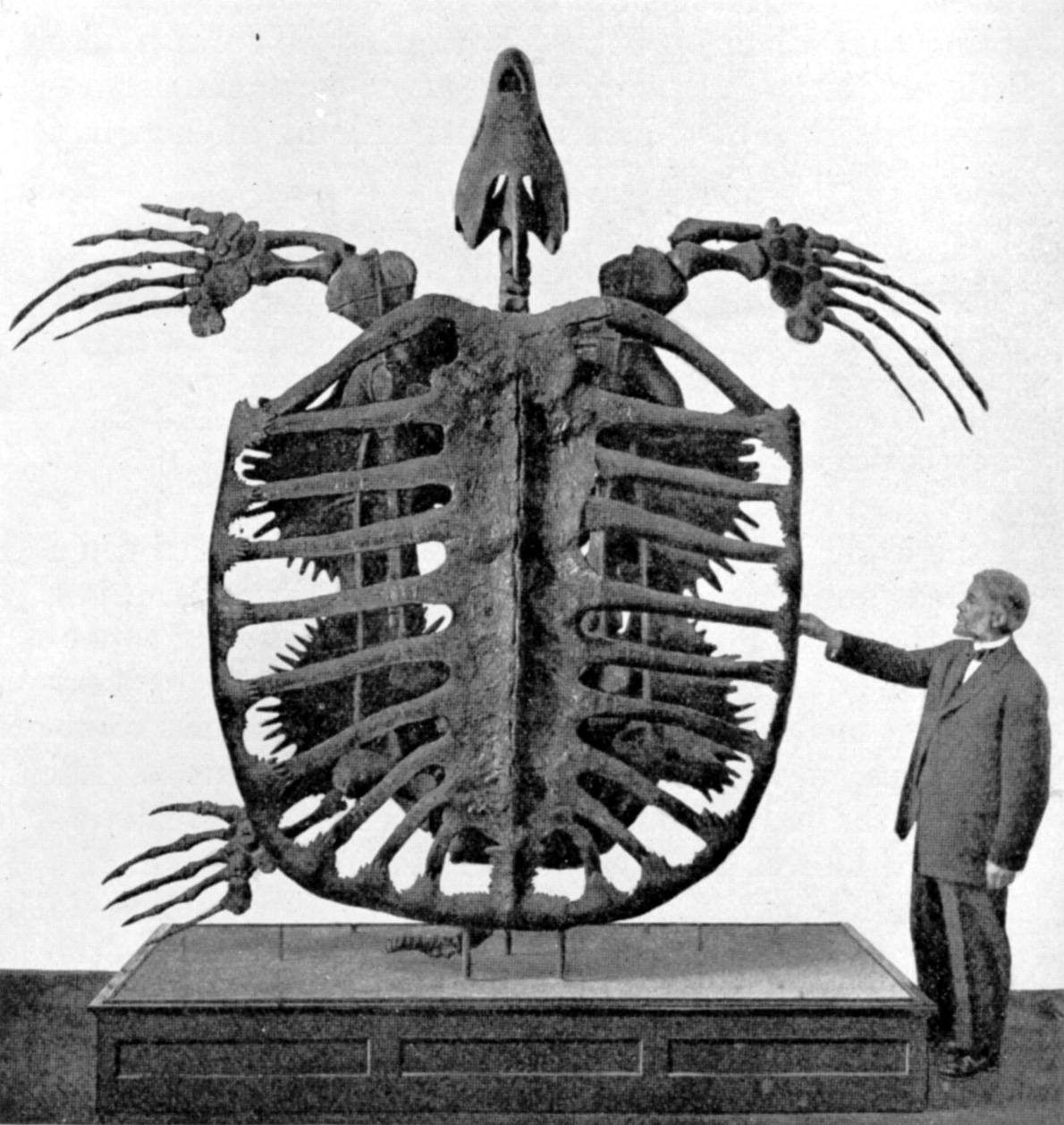
عينة من Archelon ischyros

## وصلات خارجية
- Black Hills Institute of Geological Research
- Oceans of Kansas Paleontology